# Guilin
Guilin (en xinès: 桂林, Guìlín) és una ciutat a nivell de prefectura i la principal ciutat de la Regió Autònoma de Guangxi, a la República Popular de la Xina. La seva població gairebé arriba als 4,3 milions d'habitants (segons dades del 2006) i la seva àrea metropolitana ocupa una extensió de 27.809 km². El territori sota la seva jurisdicció, que inclou cinc districtes i dotze comtats, té una població de 4.988.400 habitants (segons dades del 2010), dels quals 451.050 viuen a la mateixa ciutat de Guilin. A la ciutat conviuen més de trenta-sis ètnies diferents, entre les quals cal destacar els han, els zhuang (壮族), els hui (回族), els yao (瑶族), els miao (苗族) i els dong (侗族).

## Geografia i clima
Guilin està situat en la part més del nord de Guangxi, que pertany al clima subtropical. La temperatura mitjana anual en el 18,98 °C, la precipitació mitjana anual és de 1.449,5 mm i la insolació mitjana anual és de 1.670 hores. Guilin té un clima amb hiverns freds i estius molt calorosos. La temperatura mitjana al mes de juliol és de 23 °C, i la mitjana del mes de gener és de 15,6 °C.

## Història
Durant el Neolític, Guilin és una regió on visqueren els avantpassats dels zhuang. La història de la ciutat es remunta a fa uns 9.000 anys; s'han trobat restes arqueològiques que demostren que la zona va estar poblada des del Neolític. La història de la ciutat es pot dividir en quatre períodes diferents:
El primer període es perllonga des de la prehistòria fins, aproximadament, l'any 256 aC. Durant aquesta època, la ciutat va estar habitada pels membres de les ètnies baiyuque, que es dedicaven bàsicament a la pesca i en menor mesura a l'agricultura. El segon període, entre l'any 221 aC i el 207 aC (dinastia Qin) va ser el de l'establiment del comtat de Guilin, el primer origen del nom "Guilin". El tercer període històric abastaria els anys compresos entre 265 i 1949. L'any 28 dC, es convertí en la capital del Regne Xiahou, cosa que va produir una ampliació de la ciutat. L'any 265 Guilin es convertí en la capital provincial i així ha continuat fins avui dia. Vinculada a la cort imperial xinesa des de l'any 214 aC, les relacions amb el centre de poder sempre van ser un distants i fins al segle xii la van considerar una ciutat remota.
Finalment, l'últim període en la història de Guilin s'inicia l'any 1982, moment en què és reconeguda oficialment com una «famosa ciutat històrica i cultural de la Xina», la primera distinció d'aquestes característiques que es concedia en tota la República Popular. Des de llavors, a poc a poc va esdevenir una ciutat turística de fama mundial.

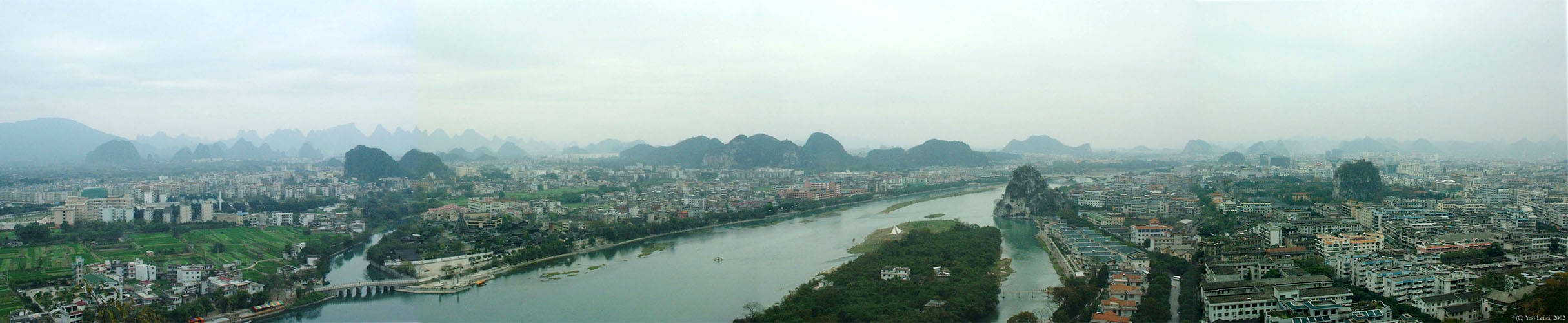
Paisatge urbà a Guilin

## Economia
Les indústries tradicionals de Guilin són la maquinària, la tèxtil i la de la seda, i darrerament s'hi està desenvolupant amb rapidesa la indústria electrònica, sobretot després del canvi de sistema econòmic del país a partir del 1992. La ciutat ha esdevingut una de les destinacions turístiques més visitades del país, cosa que ha provocat que una part de l'economia es dediqui al sector serveis. A la regió de Guilin també s'hi produeix la salsa de xili; la salsa de la zona és apreciada a tot el país per la seva alta qualitat.

## Institucions educatives
1. Universitat Normal de Guangxi
2. Universitat de Ciència Electrònica i Tecnologia en Guilin
3. Universitat Tecnologia de Guilin
4. College Medical de Guilin
5. Escola Superior de Tecnologia Aeroespacial en Guilin
6. Escola Superior de Turisme en Guilin
7. Escola Superior de Normal en Guilin
8. Acadèmia Exèrcit de Guilin
9. Acadèmia força aèria de Guilin
10. Universitat d'Electrònica de Ciència i Tecnologia en Guilinde
11. Acadèmia de Pintura Xinesa en Guilin

## Persones il·lustres
Guilin és una famosa ciutat històrica i cultural. Guilin ha estat sempre un dels llocs de naixement de molts personatges famosos de la història i la cultura xinesa. Aquí van néixer o créixer Zhao Guanwen (赵观文), Cao Ye (曹邺), Jiang Mian (蒋冕), Shi Tao (石涛), Chen Hongmou (陈宏谋), Chen Jichang (陈继昌), Kuang Zhouyi (况周颐), Tang Jingsong (唐景崧), Ma Junwu (马君武), Bai Pengfei (白鹏飞), Li Tsungjen (李宗仁), Pai Chungxi (白崇禧), Liang Shuming (梁漱溟), Huang Xianfan (黄现璠) i Li Tianyou (李天佑). També van visitar la ciutat i residir-hi durant un temps els politics Sun Yat-sen (孙中山) i Zhou Enlai (周恩来), els poetes Guo Moruo (郭沫若), els pintor Xu Beihong (徐悲鸿), i els escriptors Ouyang Yuqian (欧阳予倩). Per això, Guilin de vegades és coneguda com la "ciutat de les celebritats".

## Enllaços externs

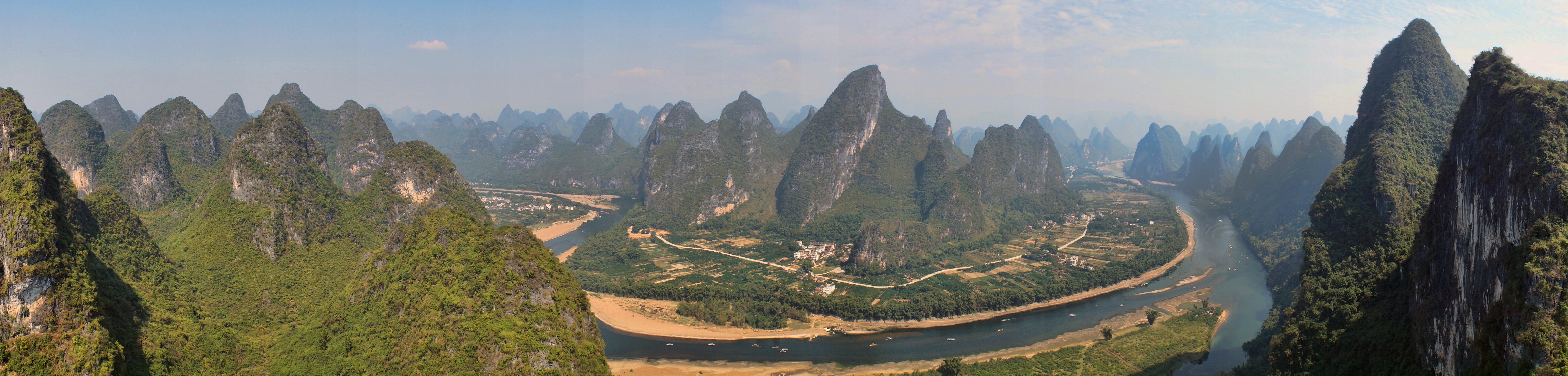
Les muntanyes i l'aigua a Guilin.